# Красноклювый дрозд
Красноклювый дрозд (лат. Turdus libonyana) — вид птиц семейства дроздовых (Turdidae), обитающий в саваннах и редколесьях (миомбо) Центральной и Южной Африки.

## Таксономия
Красноклювый дрозд был описан в 1836 году зоологом Эндрю Смитом по экземпляру собранному в Трансваале в Южной Африке. Первоначально он был отнесён к роду Merula. Этот вид является родственным видом коморского дрозда.
В пределах вида описаны следующие подвиды:
- Turdus libonyana libonyana — восточная Ботсвана, центральная Зимбабве, северо-восток Южной Африки
- Turdus libonyana peripheris — южный Мозамбик, восточная часть ЮАР
- Turdus libonyana tropicalis — Бурунди, Танзания, Замбия, восточная Зимбабве, Малави, центральный Мозамбик
- Turdus libonyana verreauxii — Ангола, юг Демократической Республики Конго, север Ботсваны, запад Зимбабве[3].

## Ареал
Красноклювый дрозд встречается в Анголе, Ботсване, Бурунди, Демократической Республике Конго, Эсватини, Лесото, Малави, Мозамбике, Намибии, ЮАР, Танзании, Замбии и Зимбабве.
Красноклювый дрозд широко распространён в районах своего обитания и внесён Международным союзом охраны природы в список видов, вызывающих наименьшие опасения.

## Описание
Красноклювый дрозд имеет длину 21—23 см и массу в пределах 51–82 грамм. Голова, верх и грудь серые, брюхо беловатое с оранжевыми боками.
Горло белое с чёрными пестринами по бокам. Клюв оранжевый, у основания светлеет до бледно-жёлтого. Ноги жёлтые. 
Половой диморфизм отсутствует.
У схожего по окраске оперения западноафриканского дрозда (Turdus pelios) клюв жёлтого цвета.

## Образ жизни
Красноклювые дрозды кормятся преимущественно на земле. Пищей служат насекомые и фрукты. 
Сезон размножения длится с сентября по декабрь. Песня состоит из серии различных флейтовых тонов. Красноклювые дрозды также способны имитировать крики других птиц.
Гнездо чашеобразной формы из затвердевшей грязи с мягким слоем растительности строит самка . Птица располагает гнездо в развилках ветвей возле ствола дерева, на строительство уходит до двух дней. Кладка состоит из 1—4 яиц. Насиживает одна самка в течение 12–15 дней. В кормлении птенцов принимают участие оба родителя. Молодые птицы покидают гнездо примерно через две недели, а затем еще два месяца о них заботятся оба родителя. 
Иногда гнезда красноклювых дроздов подкладывает яйца красногрудая кукушка.